# 中山慶典
中山慶典（英語：Nakayama Festa），是日本純種競賽馬匹。生涯活躍於中距離賽事，總戰績爲15戰5勝，名次分佈為5-3-0-7，曾於2010年寶塚紀念以第八人氣擊敗第一人氣迷人景致奪冠，亦於同年的凱旋門大賽以頭位差距惜敗勞動力，成為首匹打進該賽事頭兩名的日本產馬。2011年11月退役後於2012年起成為育馬者Stallion Station的配種馬。

## 出賽前
2006年4月5日出身於北海道新鵡川町新井牧場，成長途中於拍賣會中被馬主和泉信一以1050萬日圓購入，所有權則歸於其千金和泉信子旗下。
其後交由美浦訓練中心練馬師二之宮敬宇訓練。

## 競賽生涯

### 2歲
2008年11月2日出戰東京競馬場2歲新馬戰，採取居中先行戰術下於直路成功衝出，最終以頸位壓贏對手取得首勝。
其後出戰東京體育盃兩歲錦標，於其中再度以先行戰術搭配直路上的加速，最終成功衝出之下取得首個分級賽冠軍。

### 3歲
2009年其以京成盃作爲年度首戰，比賽初段其採取居中戰術於中團位置穩步推進，然而於通過第四彎道時候受到發生事故的Sunrise Quill之影響，最終節奏被破壞下未能於直路壓制前方的Early Robusto，以第二完賽。
其後出戰皋月賞，但於此比賽途中因爲體態不佳的情況下，其未能發揮以往的水準，最終以第八落敗。
5月31日出戰東京優駿（日本打吡），比賽初段於漏閘下需要於隊伍最後方位置追走，並於比賽途中稍爲前移。進入直路後，縱然其於外檔位置爆發末腳不斷衝刺，但仍然未能扭轉留得太後的劣勢，最終不敵宇宙無極、帝皇加冕及Antonio Barows下獲得第四。
完成打吡後其進入放草，並於9月的聖烈特紀念作爲秋季起動戰。比賽開始後，其於中團位置展開推進，並於通過第三彎道後經已開始發力加速進佔前方位置。進入直路後，其繼續保持速度衝刺取得領先，及後繼續保持速度下成功抵擋印加聖谷及貴人善忘的追擊再度獲得分級賽冠軍。
然而其後並未能保持穩定的表現及水準，分別於菊花賞及中日新聞盃中以第十二及第十三大敗。
中日新聞盃後，馬主和泉信子因食道癌去世，中山慶典的所有權被轉移至其父和泉信一旗下。

### 4歲
進入2010年，陣營決定安排其出戰公開賽都市錦標作爲年度首戰及熱身，而其亦於比賽途中發揮優勢的實力，於最後400米時率先衝出並一直保持優勢直至終點，最終拉開後方馬匹2馬位獲勝。
6月27日出戰寶塚紀念，由於其於大賽表現較爲飄忽，且本次比賽由諸如目前一級賽四勝的同期馬迷人景致、春季天皇賞冠軍網絡電郵及金鯱賞冠軍熱誠真摯等強敵的參戰，其於賽前僅獲得第八人氣。比賽開始後，前方由奈村新月帶出領放，迷人景致和熱誠真摯於前方位置推進，而中山慶典則和網絡電郵處於中團位置追走。比賽途中，中山慶典嘗試逐步加速，並於第四彎道時候經已爬升至到前方位置。進入直路後，其隨即於外檔位置展開加速，成功爆發末腳速度之下於最後100米超越前方的迷人景致及熱誠真摯，最終保持速度下以1/2馬位優勢及爆冷的姿態奪得首個一級賽冠軍。

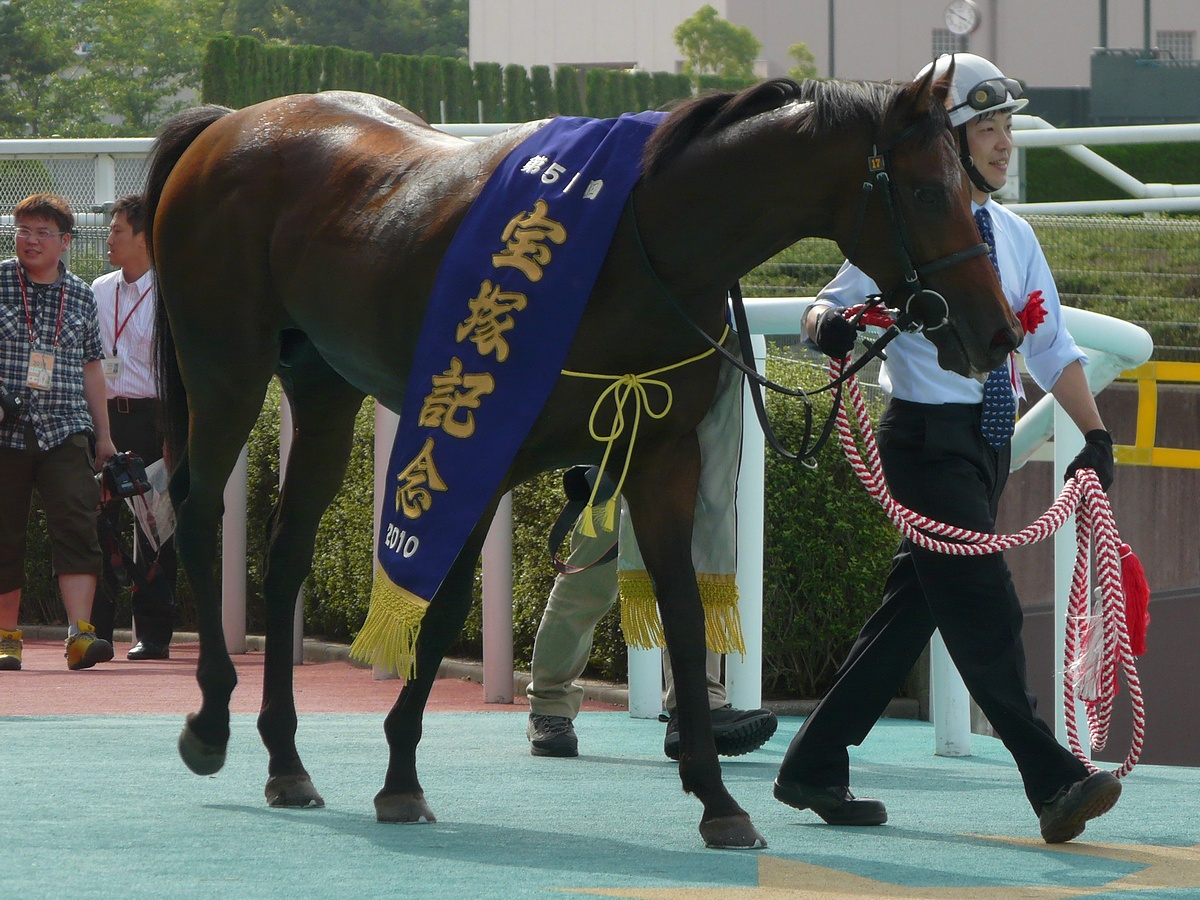
寶塚紀念頒獎儀式

贏得寶塚紀念後，陣營正式發表遠征法國的計劃，確認中山慶典將會先出戰福伊錦標，再繼而挑戰凱旋門大賽。
9月12日出戰福伊錦標，比賽初段其保持於先頭位置，進入直路後繼續保持強大的衝刺力和鄧肯爭奪位置，可惜最終被對手率先透出下以3/4馬位落敗。
其後按照計劃出戰凱旋門大賽，比賽途中一直保持於中團外檔位置推進，通過最後彎道時雖然受到其他馬匹的阻礙，但於進入直路後成功以穿插的姿態衝出。直路中段，其憑借優秀的速度一度超越處於內欄位置的勞動力取得領先，可惜其後被對手反超下以頭位差距憾負，但亦成爲首匹於凱旋門大賽跑獲頭二的日本產馬。
回國後以日本盃作爲首戰，然而其於直路上完全未能發揮速度，最終不斷失速之下以第十四大敗，賽後其更被發現左肩有不良於行症狀，經檢查後確認左前腳膝部位置有內出血的問題，因而避戰12月的有馬紀念並進入休養。
年末，由於其於年間勝出寶塚紀念並於遠征法國時發揮優秀表現，因而於評選中以269票當選最佳4歲及以上雄馬，但於日本馬王評選則大敗於贏得維多利亞一哩賽及秋季天皇賞的迷人景致。

### 5歲
2011年春季處於休養狀態下，直接以法國的福伊錦標作爲年度首戰，雖然於其中保持良好的速度，但仍然於僅有四匹馬出賽的情況下以包尾第四完賽。
其後繼續於法國出戰凱旋門大賽，採取後上戰術下一直保持於尾二的位置，但於進入直路後無法進一步加速，最終以第十一落敗。
回國後，陣營決定安排其退役，並於11月2日取消日本中央競馬會的賽駒註冊。

### 詳細賽績
| 日期       | 舉辦國家 | 馬場 | 距離   | 級別   | 賽事名稱           | 負重 | 騎師     | 馬號 | 出馬 | 名次 | 時間     | 頭馬（二馬）      |
| ---------- | -------- | ---- | ------ | ------ | ------------------ | ---- | -------- | ---- | ---- | ---- | -------- | ----------------- |
| 2/11/2008  | 日本     | 東京 | 草1600 |        | 2歲新馬            | 55   | 内田博幸 | 2    | 17   | 1    | 1:35.9   | （Viva Miracolo） |
| 22/11/2008 | 日本     | 東京 | 草1800 | JpnIII | 東京體育盃兩歲錦標 | 55   | 蛯名正義 | 5    | 14   | 1    | 1:47.7   | （Break Run Out） |
| 18/1/2009  | 日本     | 中山 | 草2000 | GIII   | 京成盃             | 57   | 蛯名正義 | 2    | 13   | 2    | 2:02.7   | Early Robusto     |
| 19/4/2009  | 日本     | 中山 | 草2000 | JpnI   | 皋月賞             | 57   | 蛯名正義 | 7    | 18   | 8    | 2:00.1   | 所向披靡          |
| 31/5/2009  | 日本     | 東京 | 草2400 | JpnI   | 東京優駿           | 57   | 蛯名正義 | 7    | 18   | 4    | 2:34.5   | 宇宙無極          |
| 20/9/2009  | 日本     | 中山 | 草2200 | JpnII  | 聖烈特紀念         | 56   | 蛯名正義 | 17   | 18   | 1    | 2:12.0   | （印加聖谷）      |
| 25/10/2009 | 日本     | 京都 | 草3000 | JpnI   | 菊花賞             | 57   | 蛯名正義 | 16   | 18   | 12   | 3:05.2   | Three Rolls       |
| 12/12/2009 | 日本     | 中京 | 草2000 | GIII   | 中日新聞盃         | 56   | 蛯名正義 | 10   | 15   | 13   | 1:59.5   | 熱誠真摯          |
| 24/4/2010  | 日本     | 東京 | 草2400 | OP     | 都市錦標           | 56   | 柴田善臣 | 10   | 14   | 1    | 2:26.1   | （再上高峰）      |
| 27/6/2010  | 日本     | 阪神 | 草2200 | GI     | 寶塚紀念           | 58   | 柴田善臣 | 17   | 17   | 1    | 2:13.0   | （迷人景致）      |
| 12/9/2010  | 法國     | 隆尚 | 草2400 | GII    | 福伊錦標           | 58   | 蛯名正義 | 3    | 6    | 2    | 紀錄缺失 | 鄧肯              |
| 3/10/2010  | 法國     | 隆尚 | 草2400 | GI     | 凱旋門大賽         | 59.5 | 蛯名正義 | 7    | 20   | 2    | 紀錄缺失 | 勞動力            |
| 28/11/2010 | 日本     | 東京 | 草2400 | GI     | 日本盃             | 57   | 蛯名正義 | 11   | 18   | 14   | 2:26.1   | 玫瑰帝國          |
| 11/9/2011  | 法國     | 隆尚 | 草2400 | GII    | 福伊錦標           | 58   | 蛯名正義 | 3    | 4    | 4    | 紀錄缺失 | 奔向驕陽          |
| 2/10/2011  | 法國     | 隆尚 | 草2400 | GI     | 凱旋門大賽         | 59.5 | 蛯名正義 | 16   | 16   | 11   | 紀錄缺失 | 丹山夢            |

## 退役後
退役後，中山慶典成爲了配種馬，於北海道日高町育馬者Stallion Station休養，在2012年進行配種，配種費視乎狀況爲70萬或100萬日圓，首批子嗣於2013年出生。首批子嗣可於2015年出賽。2018年3月24日，執著己見在日經賞取勝，成爲首匹勝出分級賽的子嗣。
2018年一度暫停配種工作，於2019年被轉移至北海道新日高町Arrow Stud重新開始配種。
2023年7月13日，其由配種馬退役，前往北海道浦河町浦河優駿度假村AERU以功勞馬身份進行養老生活。

### 主要子嗣

#### 分級賽優勝子嗣
2013年生
- 執著己見（日經賞）

2017年生
- 巴氏金屬（日經電台賞、聖烈特紀念）

## 血統簡介
父系黃金旅程爲日本賽駒，生涯戰績不俗，曾勝出香港瓶，退役後配種成績亦非常優秀。祖父週日寧靜是美國三冠賽雙軍馬，退役後在日本配種，在日本馬壇相當成功，贏得多項分級賽事，其子嗣贏得巨額獎金。
母系Dear Wink爲日本賽駒，生涯戰績不佳僅勝出一場賽事。外祖父Tight Spot爲美國賽駒，生涯戰績優秀，曾勝出一級賽雅靈頓百萬金大賽及艾迪李德錦標。

### 血統表
| 父線：週日寧靜系（Halo系）                                          |                            |                 |                    |
| 種馬 黃金旅程 1994年（深棗色）                                      | 週日寧靜 1986年（棕色）    | Halo            | Hail to Reason     |
| 種馬 黃金旅程 1994年（深棗色）                                      | 週日寧靜 1986年（棕色）    | Halo            | Cosmah             |
| 種馬 黃金旅程 1994年（深棗色）                                      | 週日寧靜 1986年（棕色）    | Wishing Well    | Understanding      |
| 種馬 黃金旅程 1994年（深棗色）                                      | 週日寧靜 1986年（棕色）    | Wishing Well    | Mountain Flower    |
| 種馬 黃金旅程 1994年（深棗色）                                      | Golden Sash 1988年（栗色） | Dictus          | Sanctus            |
| 種馬 黃金旅程 1994年（深棗色）                                      | Golden Sash 1988年（栗色） | Dictus          | Doronic            |
| 種馬 黃金旅程 1994年（深棗色）                                      | Golden Sash 1988年（栗色） | Dyna Sash       | 北方風味           |
| 種馬 黃金旅程 1994年（深棗色）                                      | Golden Sash 1988年（栗色） | Dyna Sash       | Royal Sash         |
| 繁殖雌馬 Dear Wink 1998年（棗色）                                   | Tight Spot 1987年（棗色）  | His Majesty     | 里博               |
| 繁殖雌馬 Dear Wink 1998年（棗色）                                   | Tight Spot 1987年（棗色）  | His Majesty     | Flower Bowl        |
| 繁殖雌馬 Dear Wink 1998年（棗色）                                   | Tight Spot 1987年（棗色）  | Premium Win     | 利法爾             |
| 繁殖雌馬 Dear Wink 1998年（棗色）                                   | Tight Spot 1987年（棗色）  | Premium Win     | Classic Perfection |
| 繁殖雌馬 Dear Wink 1998年（棗色）                                   | Seirei 1991年（棗色）      | 丹山            | 單色               |
| 繁殖雌馬 Dear Wink 1998年（棗色）                                   | Seirei 1991年（棗色）      | 丹山            | Razyana            |
| 繁殖雌馬 Dear Wink 1998年（棗色）                                   | Seirei 1991年（棗色）      | Sense of Rhythm | Cure the Blues     |
| 繁殖雌馬 Dear Wink 1998年（棗色）                                   | Seirei 1991年（棗色）      | Sense of Rhythm | Sensibility        |
| 雌系：號族：3-h                                                     |                            |                 |                    |
| 五代內近親交配：His Majesty 3×5、Hail to Reason 4×5、北地舞人 5×5×5 |                            |                 |                    |

## 命名由來
名字中，Nakayama（ナカヤマ）是馬主和泉信一、和泉信子父女的冠名，出自他們所屬的中山馬主協會，Festa（フェスタ）意思即是「慶典」。

## 外部連結
- 中山慶典 netkeiba.com
- 中山慶典 sportsnavi.com
- 中山慶典 jbis.or.jp
- 中山經典 racingpost.com
- 血統表